# Världsmästerskapen i fäktning
Världsmästerskapen i fäktning är ett årligt världsmästerskap i fäktsport med tre discipliner; florett, värja (épée) och sabel. Tävlingen hade premiär 1921 som ett slags internationellt mästerskap för europeiska fäktare, som från 1937, på Italiens begäran, även officiellt fick titeln världsmästerskap. Världsmästerskapen styrs av den internationella idrottsorganisationen Fédération Internationale d'Escrime (förkortas FIE) som organiserar tävlingarna.

## Historia
FIE organiserade det första internationella mästerskapen i Paris 1921. Tävlingen sågs då som en europeisk fäktningstävling, då de ursprungliga deltagarna representerade nationer som var medlemmar i fäktningsorganet FIE. Inför tävlingarna i VM 1937, på det italienska fäktningsförbundets begäran, fick tävlingen officiellt titeln världsmästerskap, med tillstånd att retrospektivt räkna med titlar från IM 1926 och framåt.
Sedan 1921 har tävlingarna hållits årligen med varierande värdorter, med undantag för åren 1938–1947, på grund av andra världskriget som pågick från 1939 till 1945. Under de olympiska sommarspelen som sker vart fjärde år, ersätts större delen av tävlingsdisciplinerna i världsmästerskapen (sedan början av 2000-talet). Resultaten i de olympiska sommarspelen räknas då även som resultat för världsmästerskap, vilket gör att en olympisk guldmedaljör även anses vara världsmästare. Vid VM 2012 i Kiev, Ukraina, anordnades enbart lagtävlingar i herrarnas värja (épée) och damernas sabel, medan resterande discipliner tävlades vid de olympiska sommarspelen 2012 i London Storbritannien.
De tre olika disciplinerna som tävlas i den moderna fäktsporten introducerades successivt:
- Herrar: värja tävlades vid det första internationella mästerskapen 1921, sabel följande år och florett introducerades 1926.
- Damer: florett var den första och enda disciplinen som damerna tävlade under nästan 60 år, från IM 1929 fram till VM 1989 då man introducerade en tävling för damer i värja (épée). Sabel introducerades först vid VM 1999.

Lagtävlingar introducerades vid IM 1929, och man tävlade då i florett. Lagtävlingar för sabel och värja stod med på programmet följande år.

## Mästerskap och värdorter
Nedan visas en kronologisk lista över mästerskap och värdorter. En klickbar länk till respektive mästerskap återfinns på årtalet. Rödmärkta länkar är artiklar som ännu ej är skapade.
Internationella mästerskapen (1921–1936)
- 1921 : Paris, Frankrike
- 1922 : Paris, Frankrike, Oostende, Belgien
- 1923 : Haag, Nederländerna
- 1925 : Oostende, Belgien
- 1926 : Budapest, Ungern, Oostende, Belgien
- 1927 : Vichy, Frankrike
- 1929 : Neapel, Italien
- 1930 : Liège, Belgien
- 1931 : Wien, Österrike
- 1932 : Köpenhamn, Danmark
- 1933 : Budapest, Ungern
- 1934 : Warszawa, Polen
- 1935 : Lausanne, Vaud, Schweiz
- 1936 : Sanremo, Italien

Världsmästerskapen (sedan 1937)
- 1937 : Paris, Frankrike
- 1938 : Piešťany, Tjeckoslovakien
- 1947 : Lissabon, Portugal
- 1948 : Haag, Nederländerna
- 1949 : Kairo, Egypten
- 1950 : Monte Carlo, Monaco
- 1951 : Stockholm, Sverige
- 1952 : Köpenhamn, Danmark
- 1953 : Bryssel, Belgien
- 1954 : Luxemburg, Luxemburg
- 1955 : Rom, Italien
- 1956 : London, England, Storbritannien
- 1957 : Paris, Frankrike
- 1958 : Philadelphia, Pennsylvania, USA
- 1959 : Budapest, Ungern
- 1961 : Turin, Italien
- 1962 : Buenos Aires, Argentina
- 1963 : Gdańsk, Polen
- 1965 : Paris, Frankrike
- 1966 : Moskva, Ryska SFSR, Sovjet
- 1967 : Montréal, Québec, Kanada
- 1969 : Havanna, Kuba
- 1970 : Ankara, Turkiet
- 1971 : Wien, Österrike
- 1973 : Göteborg, Sverige
- 1974 : Grenoble, Frankrike
- 1975 : Budapest, Ungern
- 1977 : Buenos Aires, Argentina
- 1978 : Hamburg, Västtyskland
- 1979 : Melbourne, Victoria, Australien
- 1981 : Clermont-Ferrand, Frankrike
- 1982 : Rom, Italien
- 1983 : Wien, Österrike
- 1985 : Barcelona, Spanien
- 1986 : Sofia, Bulgarien
- 1987 : Lausanne, Vaud, Schweiz
- 1988 : Orléans, Frankrike
- 1989 : Denver, Colorado, USA
- 1990 : Lyon, Frankrike
- 1991 : Budapest, Ungern
- 1992 : Havanna, Kuba
- 1993 : Essen, Nordrhein-Westfalen, Tyskland
- 1994 : Aten, Grekland
- 1995 : Haag, Nederländerna
- 1997 : Kapstaden, Sydafrika
- 1998 : La Chaux-de-Fonds, Neuchâtel, Schweiz
- 1999 : Seoul, Sydkorea
- 2000 : Budapest, Ungern
- 2001 : Nîmes, Frankrike
- 2002 : Lissabon, Portugal
- 2003 : Havanna, Kuba
- 2004 : New York, New York, USA
- 2005 : Leipzig, Sachsen, Tyskland
- 2006 : Turin, Italien
- 2007 : Sankt Petersburg, Ryssland
- 2008 : Peking, Kina
- 2009 : Antalya, Turkiet
- 2010 : Paris, Frankrike
- 2011 : Catania, Italien
- 2012 : Kiev, Ukraina
- 2013 : Budapest, Ungern
- 2014 : Kazan, Ryssland
- 2015 : Moskva, Ryssland
- 2016 : Rio de Janeiro, Brasilien
- 2017 : Leipzig, Tyskland
- 2018 : Wuxi, Kina
- 2019 : Budapest, Ungern
- 2022 : Kairo, Egypten
- 2023 : Milano, Italien
- 2025 : Tbilisi, Georgien
- 2026 : Hongkong

### Fotnoter
1. 1 2  Cohen, Richard (2002). By the Sword: A History of Gladiators, Musketeers, Samurai, Swashbucklers, and Olympic Champions. Random House. sid. 375, fotnoter. ISBN 9780375504174